# Edmund Lindmark
Karl Edmund Lindmark (* 6. Juli 1894 in Umeå; † 11. Februar 1968 in Stockholm) war ein schwedischer Turner und Wasserspringer.

## Erfolge
Edmund Lindmark gab 1920 in Antwerpen im Turnen sein Olympiadebüt. Dabei gehörte er zur schwedischen Turnriege im Wettbewerb, der nach dem sogenannten schwedischen System ausgetragen wurde. Dabei traten insgesamt drei Mannschaften an, die insgesamt elf Übungen turnten. Sechs Juroren vergaben auf einer Skala von 0 bis 20 Punkten ihre Punkte für jede Übung, wobei der Schwierigkeitsgrad der geturnten Übung miteingerechnet wurde. Eine zwölfte Wertung wurde für die Ausführung der Übungen vergeben. Der Durchschnittswert aller sechs Juroren, je zwei aus den startenden Nationen, ergab dann schließlich die Endwertung. Die belgische Riege war dem Niveau der gegnerischen Turnriegen aus Schweden und Dänemark nicht gewachsen, zumal die schwedischen und dänischen Juroren ihre eigene Mannschaft bei der Punktevergabe bevorzugten. Da auch die belgischen Juroren ihre Mannschaft nur auf Rang drei sahen, schlossen die Belgier mit 1094 Punkten den Wettbewerb folglich auf dem dritten Platz ab. Olympiasieger wurden die Schweden mit 1364 Punkten vor Dänemark mit 1325 Punkten.
Lindmark gewann zusammen mit Fausto Acke, Albert Andersson, Arvid Andersson, Helge Bäckander, Bengt Bengtsson, Fabian Biörck, Erik Charpentier, Sture Ericsson, Konrad Granström, Helge Gustafsson, Åke Häger, Ture Hedman, Sven Johnson, Sven-Olof Jonsson, Karl Lindahl, Bengt Morberg, Frans Persson, Klas Särner, Curt Sjöberg, Gunnar Söderlindh, John Sörenson, Alf Svensén und Gösta Törner die Goldmedaille.
Anschließend wandte sich Lindmark dem Wasserspringen zu und trat in diesem auch bei den Olympischen Spielen 1924 in Paris an. Auf dem Dreimeterbrett verpasste er als Vierter knapp einen Medaillengewinn. Erfolgreicher verliefen dafür die Europameisterschaften 1927 in Bologna, bei denen Lindmark hinter Ewald Riebschläger Vizeeuropameister wurde. Seine dritte Olympiateilnahme erfolgte schließlich ein Jahr darauf in Amsterdam. Auf dem Dreimeterbrett kam Lindmark jedoch als Fünfter seiner Gruppe nicht über die Vorrunde hinaus.